# Гостьовий шлюб
Гостьовий шлюб — регулярні шлюбні відносини між партнер(к)ами, що не проживають разом. Такі стосунки можуть як передбачати народження дітей, так і не передбачати. Базуються на взаємній вірності та підтримці. Роздільне проживання поширюється у зв'язку з низкою факторів: небажання спільного побуту чи зміни місця проживання, особливості роботи, практична зручність тощо.

## У первісному суспільстві
На найбільш ранній стадії розвитку первісного суспільства чоловіки віддавали жінкам свого роду частину мисливської здобичі і отримували від них продукти збиральництва. Однак чоловіки і жінки жили окремо, окремо готували і споживали їжу. Оскільки природним годувальником людини завжди була його мати, то припускається, що в первісному суспільстві перші економічні осередки складалися навколо жінок.
Найтісніші стосунки існували між людьми, що виросли в такій групі, тобто між братами і сестрами, а також між ними і матір'ю. Чоловіки від народження до смерті залишалися членами такої групи (яку Ю. І. Семенов називає роддю) і віддавали їй весь або майже весь свій труд. Сексуальні ж зв'язки між жінками і чоловіками зводилися лише до того, що чоловік ночував у помешканні жінки, яка належала до іншої родді. Але до виховання і утримання народжених від такого зв'язку дітей чоловік відношення не мав, їх виховувала мати, дядьки, тітки, старші брати і сестри.
Потім роддя була у більшості суспільств витіснена парною сім'єю, але у деяких етнічних групах вона збереглася в тому чи іншому вигляді аж до нашого часу. Це ірокези того часу, коли вони лише вступили в контакт з європейцями, мікронезійці островів Трук, яо Центральної Африки, ашанті Західної Африки, минангкабау Суматри, мосо Південного Китаю і частина кхасі Індії.
Роддя під назвою таравад в найбільш закінченому вигляді спостерігалася у касти наірів в Малабарі у XVIII та першій половині XIX століть. У них кожна доросла жінка мала кількох чоловіків, які завжди належали до іншого тараваду, а кожен дорослий чоловік мав декілька дружин з числа членів інших таравадів. Чоловік при укладенні шлюбу дарував дружині шматок тканини, а потім повинен був робити дружині невеликі подарунки під час кожного з трьох великих свят. Припинення дарування означало розірвання шлюбу. Чоловік ночував у дружини час від часу, при цьому він залишав зброю біля дверей її кімнати, що служила попередженням для тих чоловіків, які прийшли пізніше. Цим зв'язки чоловіка і дружини вичерпувалися. Чоловік годував і виховував дітей сестер і дітей дочок сестер.

## В сучасному суспільстві
У сучасному суспільстві під гостьовим шлюбом розуміють шлюбні відносини, які можуть бути оформлені у відповідних органах державної влади, при яких, однак, подружжя живе окремо і не веде спільного господарства. Базисом таких відносин є взаємна вірність і взаємодопомога. Подібний формат все частіше зустрічається в сучасному суспільстві.
Причин, за якими чоловік і жінка не вважають за потрібне жити разом, багато: неможливість або небажаність спільного побуту, небажання змінювати звичне місце проживання або спосіб життя, особливості роботи, вигода і под.